# Grand Prix Cycliste de Montréal
Grand Prix Cycliste de Montréal je jednodenní profesionální cyklistický závod konaný v Montréalu v Kanadě. První ročník se konal 12. září 2010 jako poslední závod UCI ProTour 2010.
Grand Prix Cycliste de Montréal a Grand Prix Cycliste de Québec (konaný o 2 dny dříve) se společně nazývají "Laurentské klasiky". V roce 2014 se Simon Gerrans stal prvním jezdcem, který dosáhl "Laurentského doublu" díky vítězství jak v Montréalu, tak v Québecu v ten samý rok (ačkoliv Robert Gesink vyhrál v Montrealu v roce 2010 a v Québecu v roce 2013). V roce 2018 se Michael Matthews stal dalším držitelem tohoto doublu.

## Trasa
Grand Prix Cycliste de Montréal není obvyklým jednodenním závodem spojujícím dvě místa, ale okruhovým závodem. Jezdci musí překonat 17 kol na okruhu dlouhém 12,1 kilometrů. Každé kolo obsahuje 3 stoupání na svazích hory Mount Royal: Côte Camilien-Houde (délka 1,8 km s průměrným sklonem 8 %), Côte de la Polytechnique (délka 780 m s průměrným sklonem 6 %) a Avenue du Parc (délka 560 m s průměrným sklonem 4 %). Na vrcholu posledního jmenovaného stoupání je umístěn i cíl. 
Převýšení závodu je okolo 4000 metrů. To je srovnatelné s převýšením horské etapy na Tour de France, avšak v nižší výšce.

## Vítězové
| Ročník    | Země                                   | Vítěz                                  | Tým                                    |
| --------- | -------------------------------------- | -------------------------------------- | -------------------------------------- |
| 2010      | Nizozemsko                             | Robert Gesink                          | Rabobank                               |
| 2011      | Portugalsko                            | Rui Costa                              | Movistar Team                          |
| 2012      | Norsko                                 | Lars Petter Nordhaug                   | Team Sky                               |
| 2013      | Slovensko                              | Peter Sagan                            | Cannondale                             |
| 2014      | Austrálie                              | Simon Gerrans                          | Orica–GreenEDGE                        |
| 2015      | Belgie                                 | Tim Wellens                            | Lotto–Soudal                           |
| 2016      | Belgie                                 | Greg Van Avermaet                      | BMC Racing Team                        |
| 2017      | Itálie                                 | Diego Ulissi                           | UAE Team Emirates                      |
| 2018      | Austrálie                              | Michael Matthews                       | Team Sunweb                            |
| 2019      | Belgie                                 | Greg Van Avermaet                      | CCC Team                               |
| 2020–2021 | Závod zrušen kvůli pandemii covidu-19. | Závod zrušen kvůli pandemii covidu-19. | Závod zrušen kvůli pandemii covidu-19. |
| 2022      | Slovinsko                              | Tadej Pogačar                          | UAE Team Emirates                      |
| 2023      | Spojené království                     | Adam Yates                             | UAE Team Emirates                      |
| 2024      | Slovinsko                              | Tadej Pogačar                          | UAE Team Emirates                      |

### Vícenásobní vítězové
Jezdci psaní kurzívou jsou stále aktivní
| Vítězství | Jezdec                  | Ročníky    |
| --------- | ----------------------- | ---------- |
| 2         | Greg Van Avermaet (BEL) | 2016, 2019 |
| 2         | Tadej Pogačar (SLO)     | 2022, 2024 |

### Vítězství dle zemí
| Vítězství | Země                                                              |
| --------- | ----------------------------------------------------------------- |
| 3         | Belgie                                                            |
| 2         | Austrálie Slovinsko                                               |
| 1         | Itálie Nizozemsko Norsko Portugalsko Slovensko Spojené království |